# Le Président (film, 1961)
Il manque Pierre Brasseur dans la distrib
Pour les articles homonymes, voir Le Président.
Pour plus de détails, voir Fiche technique et Distribution.
Le Président est un film franco-italien d’Henri Verneuil, sorti en 1961. C'est l'adaptation du roman du même nom de Georges Simenon.

## Synopsis
Ancien président du Conseil, Émile Beaufort consacre une large partie de son temps à l'écriture de ses mémoires, dictées à sa dévouée secrétaire, Mlle Milleran, à La Verdière, sa propriété provinciale dans l'Eure. Retiré des affaires publiques, il ne garde pas moins un regard attentif sur l'actualité politique nationale. Écoutant la radio pour suivre l'évolution d'une crise ministérielle en cours, Beaufort apprend que le député Philippe Chalamont, président du groupe des Indépendants républicains à la Chambre serait pressenti par le chef de l'État, pour former le prochain gouvernement. La nouvelle perturbe Beaufort et il s'interrompt le temps de songer à l'époque où comme président du Conseil, il a travaillé avec Chalamont, son directeur de cabinet. L'éventuelle nomination de Philippe Chalamont préoccupe le vieil homme car plusieurs années auparavant, tandis que Beaufort dirige le gouvernement, il décide en petit comité avec le Gouverneur de la Banque de France et le Ministre des Finances, la dévaluation du franc, réunion à laquelle assiste Chalamont. Le lendemain, le Gouverneur de la banque de France apprend à Beaufort qu'une fuite sur la dévaluation donne lieu à spéculations. Les ordres en bourse proviennent de la banque Vollard, dirigée par le beau-père de son directeur de cabinet. Cela coûte plus de 3 milliards de francs au pays. Comprenant que la fuite provient de son collaborateur et homme de confiance, Beaufort contraint Chalamont à signer des aveux comme garde-fou aux futures ambitions de Chalamont. Dès lors, les relations entre Émile Beaufort et Philippe Chalamont deviennent glaciales. Par la suite, le chef du gouvernement fait face à une opposition parlementaire combative, menée par son ancien collaborateur, devenu député. Un autre souvenir de Beaufort se rappelle à lui; souhaitant faire approuver par les parlementaires un projet de loi destiné à faire admettre à la France un projet d'union douanière réunissant d'autres grandes puissances européennes, Beaufort voit Chalamont monter à la tribune de la Chambre pour contester avec éloquence, le projet européen de son ancien protecteur. Interpellant nommément certains députés, Beaufort réplique dans un réquisitoire acerbe, tout aussi éloquent contre une classe politique dépourvue de toute vision et uniquement guidée par ses intérêts particuliers, au mépris de l'intérêt national. Son projet voué à l'échec, Émile Beaufort fait comprendre à l'assemblée sa décision de démissionner, avant de brocarder une dernière fois des parlementaires accusant le coup.
La crise ministérielle en cours, Chalamont se présente un soir chez Beaufort, soucieux d'obtenir son appui avant d'accepter de former le gouvernement et lui laissant entendre qu'il serait son conseiller occulte. Dans le projet, le député reconnaît la nature visionnaire du projet d'union douanière de son ancien mentor et son intention de le reprendre à son compte. Offusqué par cet hommage hypocrite, Beaufort s'élève avec dégoût contre son interlocuteur face à son appétit de pouvoir et son défaut de probité. Il brandit le papier de ses aveux passés et Chalamont renonce à diriger le gouvernement. Beaufort brûle toutefois la lettre compromettante, convaincu que la simple crainte du scandale suffit à éloigner définitivement Chalamont de l'exercice du pouvoir.

Principaux rôles
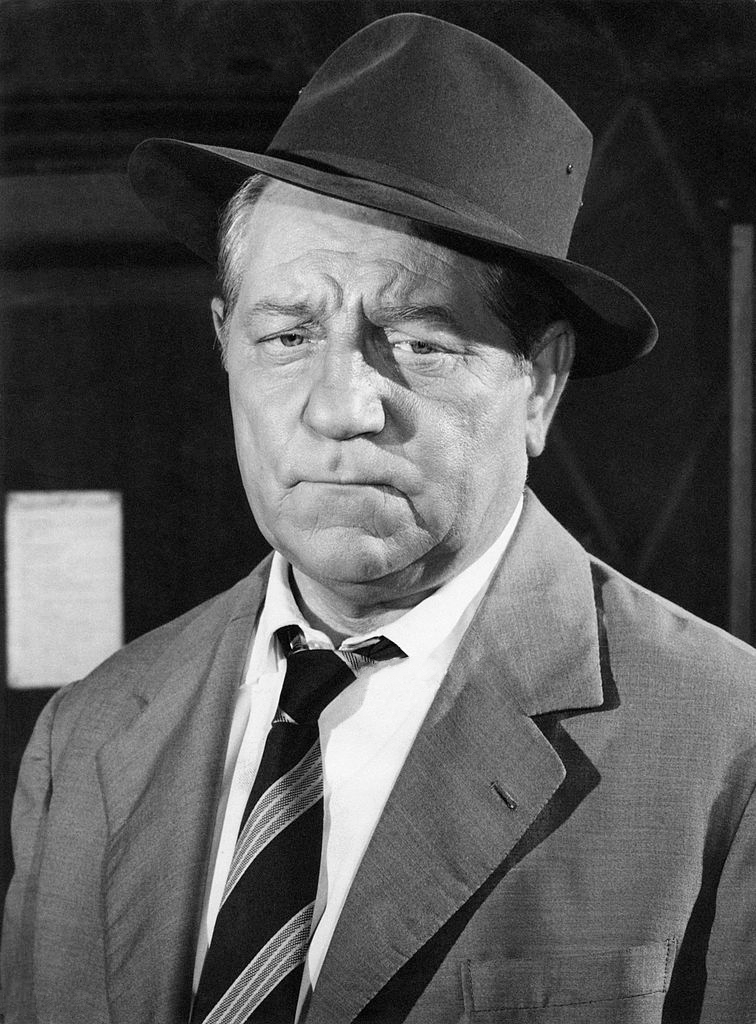
Jean Gabin (Président Beaufort)
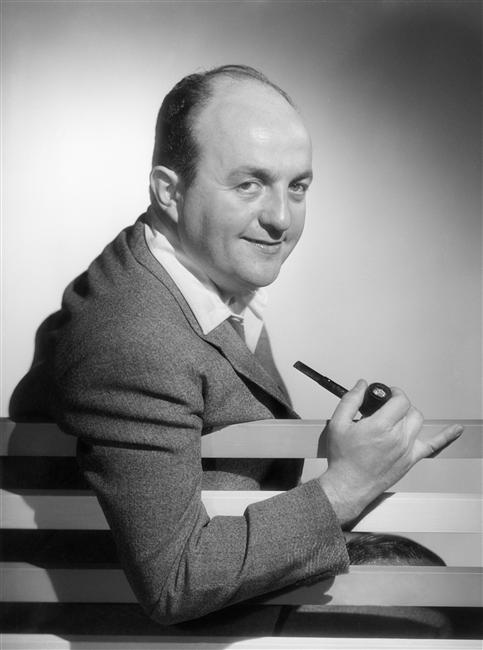
Bernard Blier (Philippe Chalamont)
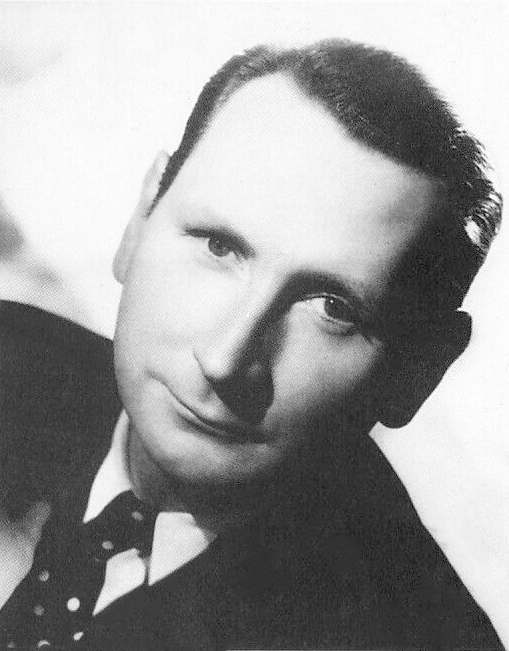
Alfred Adam (le chauffeur)
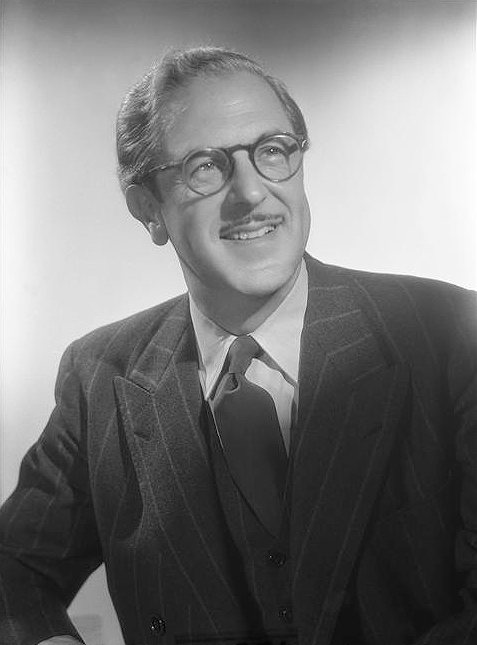
Henri Crémieux (Monteil, ministre des finances)
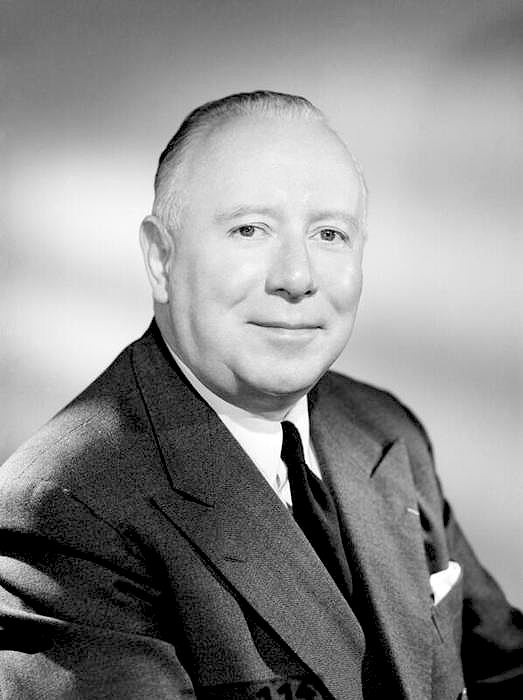
Louis Seigner (gouverneur de la Banque de France)
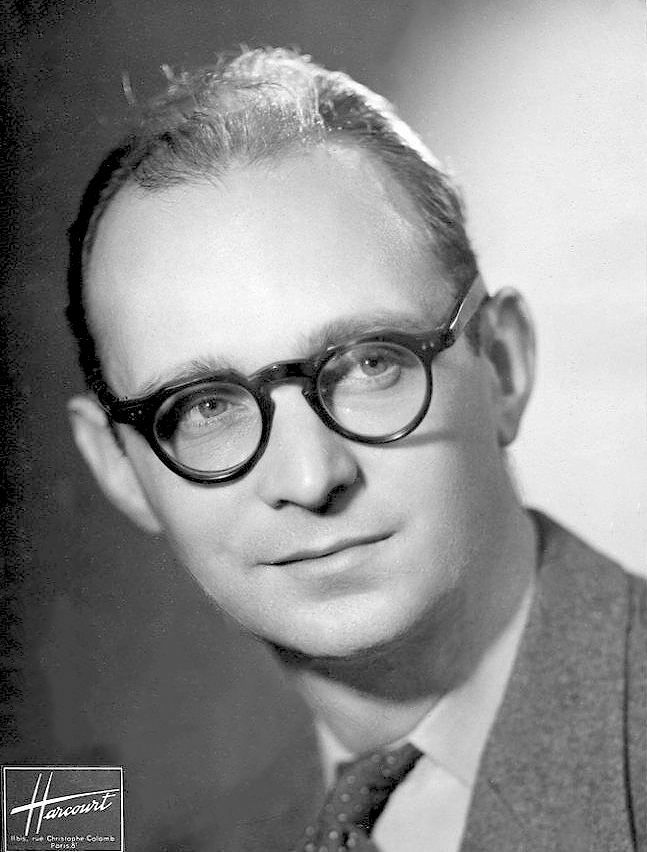
Robert Vattier (docteur Fumet)
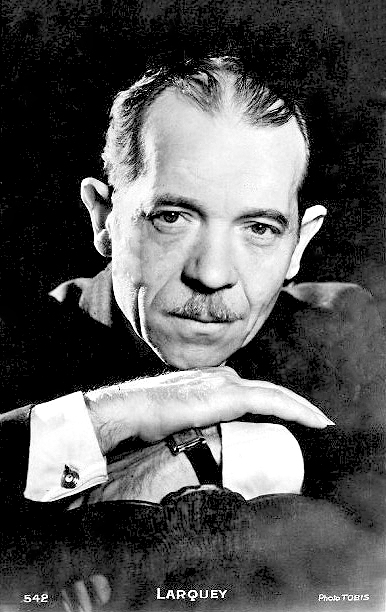
Pierre Larquey (Augustin, agriculteur)
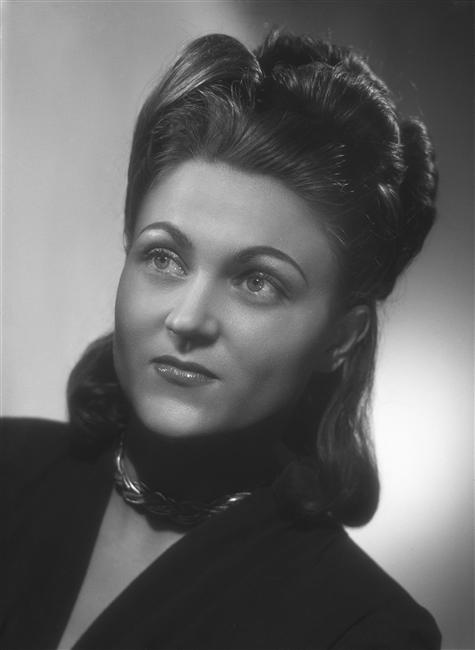
Renée Faure (secrétaire et gouvernante)
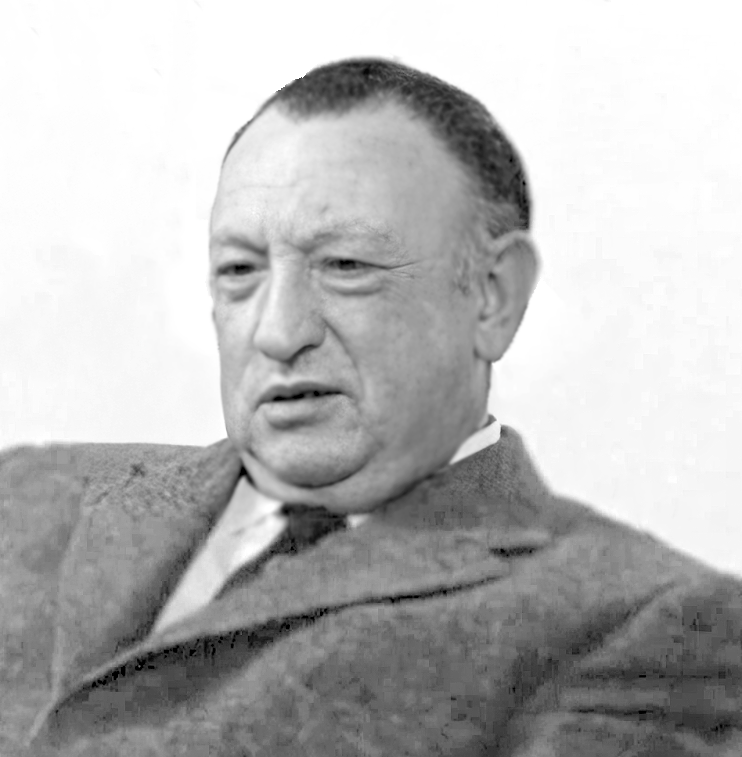
Jacques Monod (Mulstein, directeur de presse)
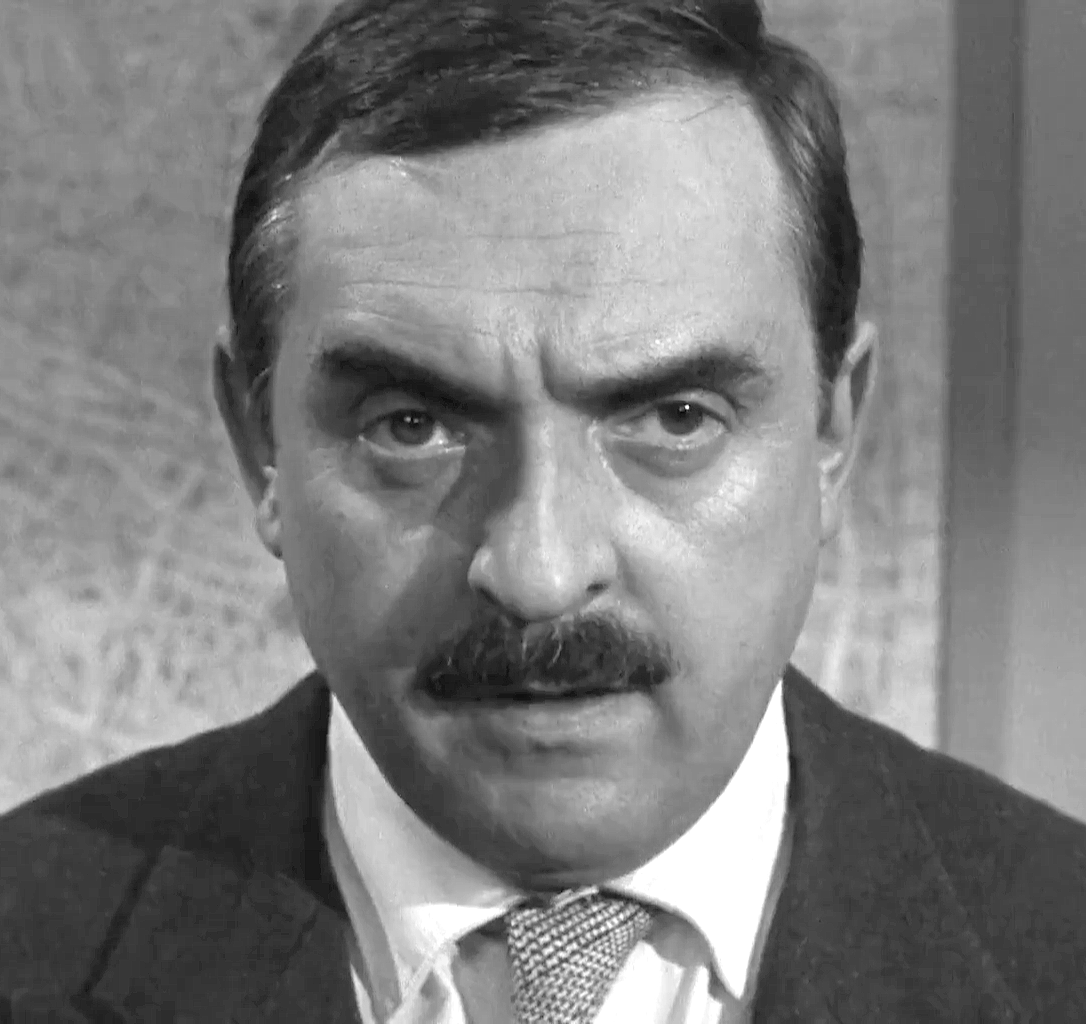
Jacques Marin (Gaston, chauffeur de car)
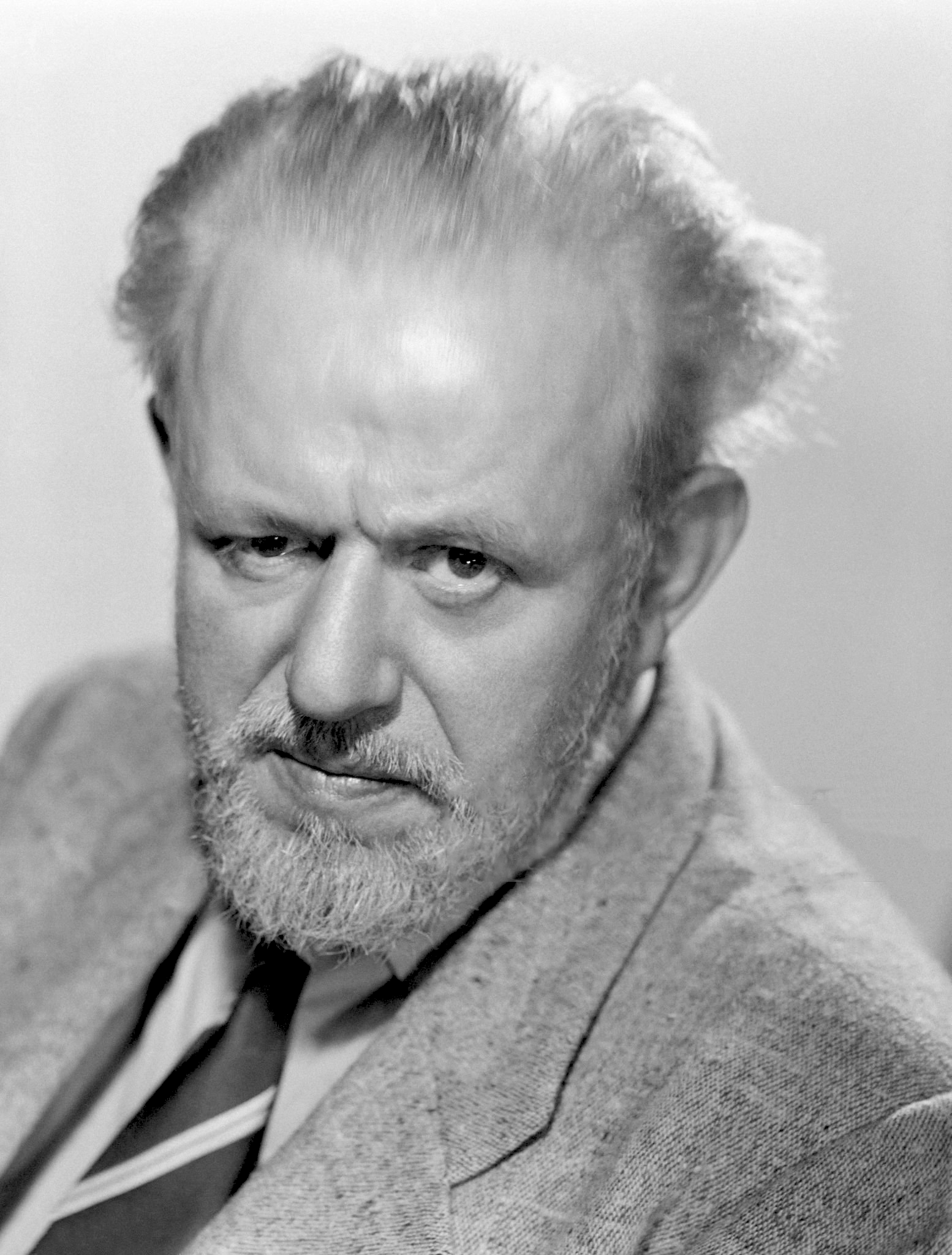
Antoine Balpêtré (un ministre)
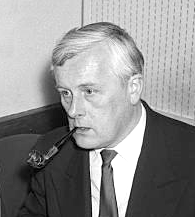
Claude Darget (présentateur du journal télévisé)
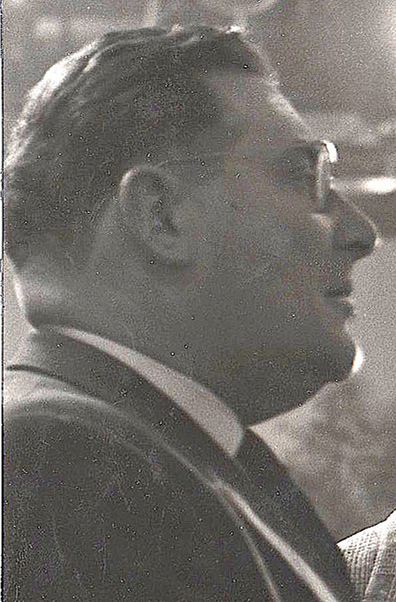
Léon Zitrone (journaliste de télévision)

## Fiche technique
- Titre original français : Le Président
- Titre italien : Il presidente
- Réalisation : Henri Verneuil
  - Assistants réalisateurs : Michel Wyn, Robert Valin
- Scénario : D'après le roman homonyme de Georges Simenon
  - Adaptation : Henri Verneuil, Michel Audiard
  - Dialogue : Michel Audiard
- Musique : Maurice Jarre
  - Ouverture du Vaisseau fantôme de Richard Wagner dirigée par Richard Blareau
- Photographie : Louis Page
  - Opérateur : André Dumaître
- Son : Jean Rieul - Mono (Piste optique)
- Décors : Jacques Colombier
- Montage : Jacques Desagneaux
- Affiche : Clément Hurel
- Production : Jacques Bar, Raymond Froment et Ernest Rupp
  - Direction de production : Paul Joly
- Sociétés de production : Cité Films - Terra Films - Fidès (Paris), Gesi Cinematografica (Rome)
- Société de distribution : U.F.A-Comacico
- Pays de production :  France et  Italie
- Langues originales : français et anglais
- Genre :  drame, politique
- Format : noir et blanc - 1,66:1 - 35mm
- Durée : 110 minutes
- Date de sortie[1] :
  - France : 1er mars 1961
  - Italie : 12 août 1961

## Distribution
Personnages principaux :
- Jean Gabin : Émile Beaufort, ancien président du Conseil
- Bernard Blier : Philippe Chalamont, député, ancien directeur de cabinet de Beaufort
- Renée Faure : Mlle Milleran, secrétaire et gouvernante de Beaufort
- Alfred Adam : François, chauffeur de Beaufort
- Henri Crémieux : Antoine Monteil, ministre des Finances
- Louis Seigner : Henri Lauzet-Duchet, gouverneur de la Banque de France
- Robert Vattier : le docteur Fumet, médecin personnel de Beaufort
- Françoise Deldick : Huguette, la bonne
- Hélène Dieudonné : Gabrielle, cuisinière de Beaufort
- Pierre Larquey : Augustin, vieil agriculteur et ami de Beaufort
- Jacques Marin : Gaston, chauffeur de car et « escroc » pour touristes
- Louis Arbessier : Jussieu, un parlementaire
- Charles Cullum (en) : Sir Merryl Lloyd, Premier ministre britannique
- Raoul Marco : Xavier Taupin, ancien conseiller général
- Héléna Manson : Mme Taupin, femme de Xavier

Ministres et parlementaires :
- Jean Ozenne : un ministre
- Antoine Balpêtré : un ministre
- Jean Martinelli : un ministre
- Henri Nassiet : un ministre
- Georges Adet : un ministre
- Charles Bayard : François Aubert, un parlementaire
- Michel Nastorg : un parlementaire
- Pierre Maguelon : un parlementaire
- René Berthier : un parlementaire
- Pierre Moncorbier : un parlementaire
- Andrès : un parlementaire
- Roger Lécuyer : un parlementaire

Gendarmes :
- Albert Michel : le garde de la villa de Beaufort
- André Dalibert : un gendarme en faction
- Gabriel Gobin : un gendarme en faction
- Charles Bouillaud : un gendarme en faction

Journalistes :
- Claude Darget (dans son propre rôle) : le présentateur du journal télévisé
- Léon Zitrone (dans son propre rôle) : le journaliste interviewant Chalamont
- Jacques Monod : M. Mulstein, le directeur de Paris France
- Yves Arcanel : Gilbert, un journaliste
- Van Doude : le journaliste anglais
- Claude Vernier : le journaliste allemand
- Marcel Charvey : un journaliste au Parlement
- Robert Berri : un journaliste
- Aimé de March ou Philippe March : un journaliste
- Georges Fallec : un photographe
- Dominique Rozan : un journaliste
- Albert Daumergue : un journaliste

Autres :
- Émile Genevois : le livreur à vélo
- Bernard Musson : l'appariteur de Matignon
- Maurice Nasil : le curé
- Marcel Bernier : un homme au concert
- Marc Arian : un domestique de la chambre du conseil
- Hans Meyer : un motard
- Collin Mann
- Aram Stephan
- Maurice Dorléac
- Jean Degrave
- Jean Juillard : un homme au concert
- André Philip
- Albert Simono : un photographe
- Georges Hubert
- Jacques Berger
- Jean Michaud : un homme au concert
- Henri Cote
- Christiane Barry
- Micheline Gary
- Gisèle Préville : Odette Lauzet-Duchet
- Amy Collin
- Marie Mansart

## Production

### Inspiration
Bien qu'imaginaire, l'intrigue du film est directement inspirée des combinaisons parlementaires et l'instabilité ministérielle des IIIe et IVe Républiques.
Le réalisateur, Henri Verneuil, a déclaré s'être inspiré des graves conflits politiques de la IVe République pour illustrer la chute des gouvernements qui succédèrent au ministère Beaufort. Le film ne se termine pas de la même manière que l'œuvre originale de Georges Simenon, nettement plus sombre (le président ne parviendra pas à changer quoi que ce soit au cours des événements politiques).

### Attribution des rôles
Léon Zitrone et Claude Darget, journalistes vedettes de l'époque, jouent leur propre rôle dans une scène du journal télévisé.

### Tournage

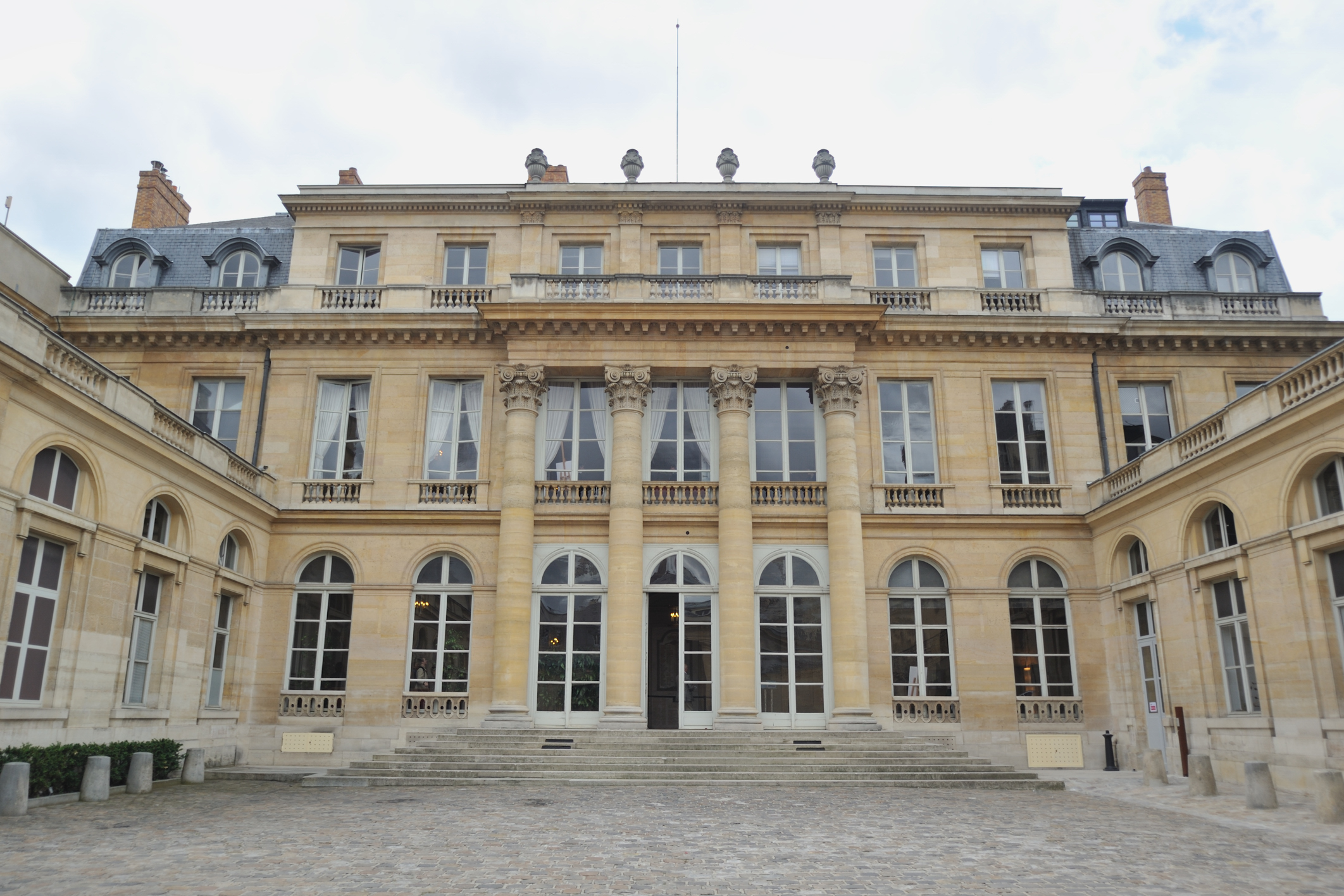
L'hôtel du Châtelet, siège du ministère du Travail. Dans Le Président, il s'agit de l'hôtel Matignon, résidence du président du Conseil.

Le tournage a eu lieu à la fin de 1960 et au début de 1961, aux studios Franstudio de Saint-Maurice et Joinville.
La propriété où le Président Beaufort passe sa retraite est localisée dans le film dans la localité imaginaire de Saint-Mesmin (nom d'une commune de Vendée, département natal de Clemenceau, et où Georges Simenon habita en 1942 et 1943), aux environs d'Évreux ; il s'agit du château du Vivier, à Coutevroult (Seine-et-Marne), qui servit de cadre pour les plans extérieurs de cette partie du film.
- Paris
  - l'Hôtel du Châtelet (7e arrondissement), dans lequel siège de nos jours le ministère du Travail, est utilisé, dans ce film, pour figurer l'hôtel de Matignon, la résidence du chef du gouvernement, dans lequel travailla le président Beaufort lorsqu'il présidait le Conseil des ministres.
  - le Palais d'Iéna (16e arrondissement)
  - Par ailleurs, sont évoqués bien des lieux républicains comme le palais de l'Élysée ou le palais Bourbon.

Le décor de l'Assemblée nationale est une reconstitution montée aux studios de Joinville.
La place du marché d'Arpajon en centre-ville (et sa halle de 1470) sert de décor à la scène de la promenade en ville du président Beaufort et de son chauffeur François.

## Autour du film
- Le Président est l'un des rares films de politique-fiction du cinéma français ; il est, d'autre part, le seul film du cinéma français évoquant une éventuelle naissance des États-Unis d'Europe, projet défendu par le charismatique Beaufort et combattu par son ancien chef de cabinet, Chalamont.
- À bien des égards, Émile Beaufort, qui est un concentré des présidents du Conseil des IIIe et IVe Républiques, rappelle, tant par sa fougue que par son bagout, Georges Clemenceau, Aristide Briand par son apparence et Charles de Gaulle par sa droiture.
- Le personnage du Premier ministre britannique, Sir Merryl Lloyd, semble se rapprocher du conservateur Harold Macmillan, qui dirigea lui-même le gouvernement britannique.
- Jean Gabin prononce un long monologue de dénonciation, qui fait référence sans les nommer aux « Deux cents familles », lors de la scène de son discours à la Chambre des députés.
- Dans le film, outre le monarque du Royaume-Uni (la reine est évoquée dans l'entretien entre Beaufort et Lloyd), est également cité le nom du président Gaston Doumergue, que semble avoir côtoyé Beaufort, qui se vante d'avoir, en sa compagnie, fréquenté des maisons closes (le dialogue dit aussi « aux théâtres subventionnés »).
- Une des répliques du film est l'écho de cette réponse de Georges Clemenceau à son petit-fils Georges Gatineau qui lui assurait qu'il existait des magistrats intègres en France : « J'ai vu aussi des poissons volants », comme il a dit ailleurs : « Il existe des Jésuites rouges ». Cet échange a lieu au cours du monologue (1 h 9 min après le début du film) : le député Jussieu (joué par Louis Arbessier) proteste contre la lecture par le Président, lors de son ultime apparition à l'Assemblée, d'une liste d'élus du peuple liés aux milieux d'affaires, et demande qu’elle ne soit pas publiée au Journal Officiel. Visiblement Beaufort attendait cette protestation venant « d'un élu sur une liste de gauche qui ne soutient que des projets de lois d’inspiration patronale » ; à Jussieu qui objecte qu’il existe des patrons de gauche, il rétorque : « Il y a aussi des poissons volants, mais qui ne constituent pas la majorité du genre »… d'où tollé dans les gradins.
- Frédéric Rossif tourna pour la télévision, à l'occasion de Noël 1960, une saynète, Spécial Noël : Jean Gabin, dans laquelle Jean Gabin, Bernard Blier, Michel Audiard et Henri Verneuil jouent avec humour leur propre rôle. On reconnaît dans cette saynète le décor du bureau du Président Beaufort quand il est Président du conseil et les fauteuils utilisés par les acteurs dans la scène du film tournée à l'Opéra.